# Michele Ferrari
Michele Ferrari (26 de março de 1953) é um médico italiano, preparador de ciclistas e autor.

## Biografia
Ferrari nasceu em Ferrara, Emília-Romanha, onde segue vivendo. Após uma primeira carreira pesquisando e publicando artigos sobre o exercício anaeróbio de vários atletas, decidiu-se por seu interesse de toda a vida, o desenvolvimento de programas de treinamento para ciclistas profissionais.
Inicialmente Ferrari trabalhou com o professor Francesco Conconi em Ferrara, quem desenvolveu técnicas que punham à prova o rendimento humano, usando métodos como o de rastreamento da frequência cardíaca durante os exercícios e a recuperação. Outro doutor italiano controvertido, Luigi Cecchini, compartilhava a mesma disciplina. Eles compartilharam o cuidado para alguns ciclistas durante as suas carreiras.
Desde 1984 em adiante, Ferrari atingiu extraordinários desenvolvimentos no estado físico de muitos ciclistas, recebendo 10-20% dos seus ganhos pelo seus serviços únicos. Entre os ciclistas que requereram os seus serviços se encontram nomes como Lance Armstrong, Mario Cipollini, Cadel Evans, Axel Merckx, Tony Rominger, Fernando Escartín ou Abraham Olano.

### Relação com o doping
Um dos sucessos mais temporães de Ferrari foi treinar a Francesco Moser para bater o recorde mundial da hora em 1984, aplastando à grande marca de Eddy Merckx por mais de uma milha. Em 1999 Ferrari admitiu publicamente que o conseguiu usando doping, que nesse tempo ainda não tinha sido identificado como um método de armadilha e proibido pelas autoridades do ciclismo.
Em outubro de 2004 Ferrari foi condenado por um tribunal italiano a um ano de prisão e o pagamento de uma multa de 900 euros por fraude desportiva, depois de uma denúncia do ciclista italiano Filippo Simeoni. Simeoni declarou que Ferrari lhe forneceu EPO e testosterona. Posteriormente a decisão foi recorrida pelo médico, depois do qual foi absolvido de qualquer cargo por falta de provas.
Em 2012 a USADA publicou um relatório no que acusava a Lance Armstrong de doping sistémico dele e a sua equipa US Postal, depois do qual lhe foram retirados os sete títulos do Tour de France que tinha ganhado de forma consecutiva. Neste mesmo relatório acusava-se a Ferrari, bem como aos médicos espanhóis Luis García del Moral e Pedro Celaya e o preparador José Martí de conformar a equipa médica que deu suporte à trama, os suspendendo de por vida no tratamento de desportistas.